# Marcé
Marcé é uma comuna francesa na região administrativa da Pays de la Loire, no departamento de Maine-et-Loire. Estende-se por uma área de 21,09 km². Em 2010 a comuna tinha 855 habitantes (densidade: 40,5 hab./km²).